# Goldina-Werke
Die Goldina-Werke, ursprünglich Abels Schokoladen-Werke, waren ein Fabrikgebäudekomplex in Bremen. Erbaut 1909 in Sebaldsbrück an der Sebaldsbrücker Chaussee (heute Sebaldsbrücker Heerstraße) Ecke Trinidadstraße, kam er durch Eingemeindung 1921 zu Bremen. Die Gebäude wurden um 1981 abgerissen, seit 2010 befindet sich auf dem Grundstück eine Kaufland-Filiale. 

## Franz Abels

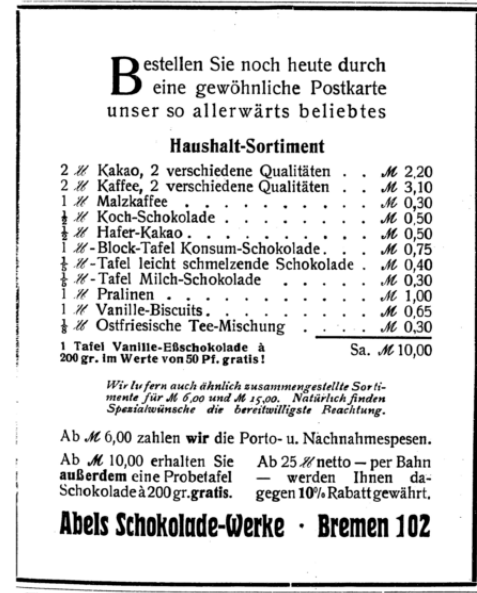
Werbung (1912)

Franz Abels aus Krefeld gründete 1909 mit mehreren Bremer Kaufleuten, darunter Franz Schütte, die „Abels Schokoladen-Werke GmbH“, die das Werk erbaute und dort ab Januar 1910 Schokolade und Kakao produzierte. Die Firma ging 1912 in Konkurs, Abels gründete sie in Bremen neu, zunächst am Domshof, später Außer der Schleifmühle. Reklamemarken zeigten die Bremer Flagge mit dem Bremer Schlüssel und dem Schriftzug „Abels“. Abels wanderte 1929 nach Berlin ab, wo seine Firma bis 1934 weiterbestand.

## Das Sebaldsbrücker Werk von 1912 bis 1980

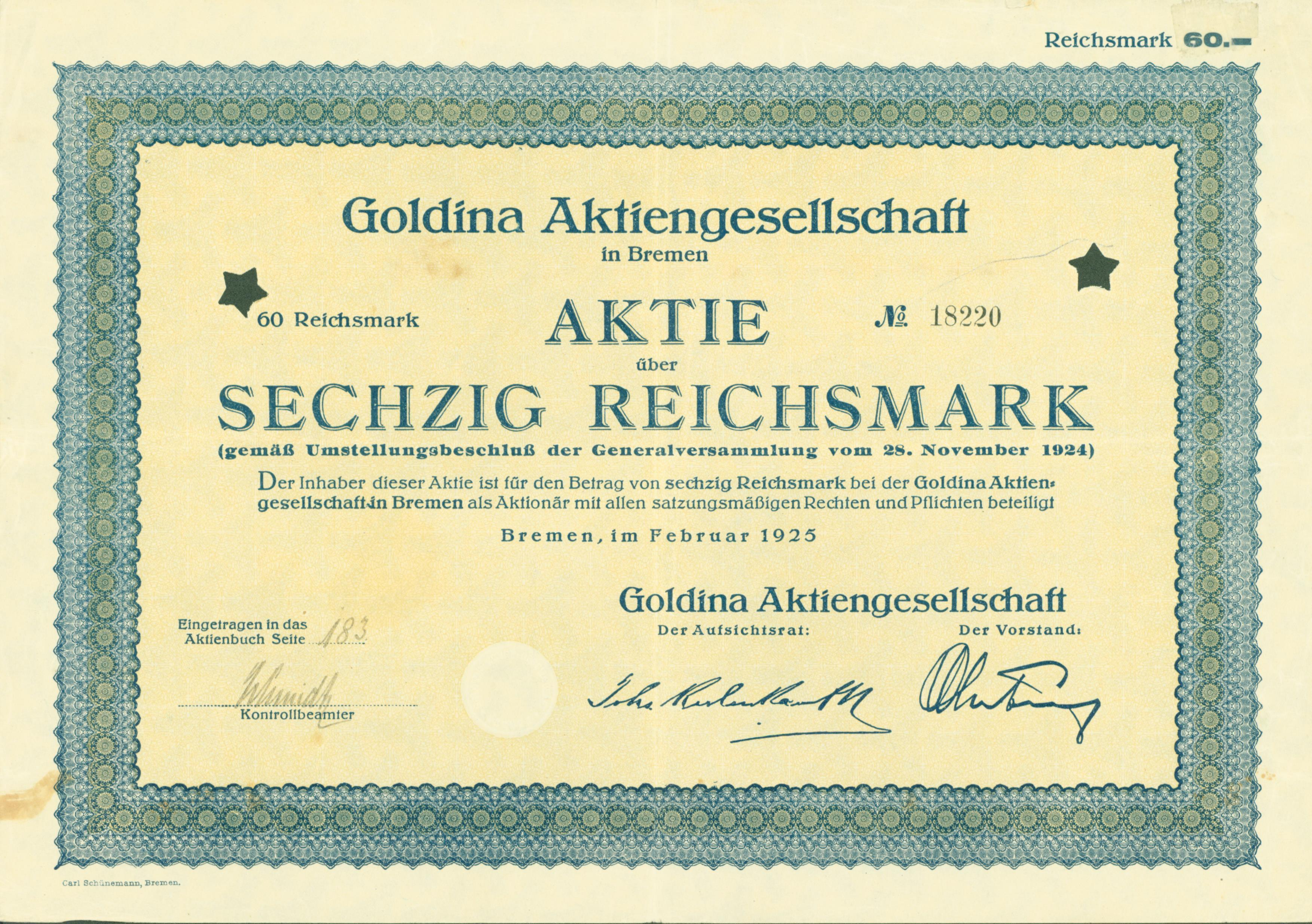
Aktie über 60 RM der Goldina AG vom Februar 1925

Das Sebaldsbrücker Werk gehörte den Kaufleuten, die es finanziert hatten. Sie gründeten für die Produktion im Juli 1912 eine neue Firma, die sie „Hanseatische Kakao und Schokolade AG“ nannten. Da es in Altona bereits eine Firma dieses Namens gab, musste sich die neue Firma im Oktober 1912 umbenennen und hieß nun „Weser-Werke, Kakao und Schokolade AG“. Als Markenname wurde „Goldina“ verwendet, ab 1922 nannte sich die Firma nach diesem erfolgreichen Markennamen „Goldina AG“.
Nach dem Börsencrash 1929 geriet die „Goldina“ in finanzielle Schwierigkeiten und wurde 1931 vom Kölner Unternehmen Stollwerck übernommen. Die Bremer Filiale wurde 1937 geschlossen, damit erlosch der Name Goldina. Im Zweiten Weltkrieg wurde im Gebäude ein Kriegsgefangenenlager für Arbeitskräfte der Focke-Wulf-Flugzeugbau eingerichtet.
Nach dem Ende des Krieges wurden die unzerstörten Gebäude von zahlreichen Firmen genutzt. Stollwerck produzierte in der Fabrik noch bis Anfang der 1960er Jahre Schokolade. Noch 1969 gab es eine von Köln aus geleitete Stollwerck AG in dem Gebäude, inzwischen Sebaldsbrücker Heerstraße 151.

## Weitere Nutzung des Grundstückes
Anfang der 1980er Jahre wurden die alten Gebäude abgerissen. Auf dem Gelände wurde 1987 das Einkaufszentrum EKT, auch Sebaldcenter genannt, eröffnet, das jedoch von der Bevölkerung nie richtig angenommen wurde und deshalb schon 2009 wieder abgerissen wurde. Danach erbaute Kaufland ein neues Haus und betreibt dort seit Februar 2010 eine Filiale.